# Giulietta
「Giulietta」（ジュリエッタ）は、日本のロックバンド、ザ・コレクターズの10枚目のシングルである。同年に、今作含めシングルを3作発表した。

## 収録曲
- 全作詞・作曲：加藤ひさし

1. Giulietta
  - 曲名は、加藤が好きなアルファロメオの車「アルファロメオ・ジュリエッタ」からとられた。[2]
2. BOXING TIME
3. Space Alien (2000 light years mix)
  - 1996年に発表されたアルバム『MIGHTY BLOW』に収録されていた曲「スペース・エイリアン」のリミックス・バージョン。2004年に発売された同アルバムの紙ジャケット再発盤にも収録されている。

## 収録アルバム
オリジナル・アルバム
- HERE TODAY (#1)

ベスト・アルバム
- SILVER SPRUCE -THE BEST OF THE COLLECTORS AGAIN- (#1)
- Request Hits (#1)

コンピレーション・アルバム
- Retrospective (#2)

紙ジャケット再発盤ボーナス・トラック
- HERE TODAY +6 (#2)
- MIGHTY BLOW +7 (#3)

## タイアップ
- Giulietta - フジテレビ系『来来圏』エンディングテーマ